# Gašperič
Gašperič je priimek v Sloveniji, ki ga je po podatkih Statističnega urada Republike Slovenije na dan 1. januarja 2010 uporabljalo 177 oseb.

## Pomembni nosilci priimka
- Jože Gašperič (1932–2019), elektrotehnik vakuumist (IEVT)
- Matej Gašperič (*1967), arhitekt
- Primož Gašperič, geograf
- Toni Gašperič (1945–2021), humorist, pisec besedil, Ježkov nagrajenec